# Гілазєв Руслан Накифович
Руслан Накифович Гілазєв (нар. 7 січня 1977, Одеса, УРСР) — колишній український футболіст, півзахисник, відомий виступами за кишинівський «Зімбру» та одеський «Чорноморець».

## Кар'єра
Руслан Гілазєв вихованець футбольної школи одеського «Чорноморця». Почав виступати на професійному рівні в 1994 році в команді «Динамо-Флеш» у Другій лізі.
В кінці 1996 року Гілазєв підписав контракт з чернігівською «Десною». У першому ж сезоні в команді він став переможцем турніру Другої української ліги і вийшов в Першу, в якій відіграв у складі «Десни» ще півтора сезони.
Навесні 1999 року Руслан перейшов в «Зімбру» з Кишинева - один з найсильніших в той час клубів чемпіонату Молдови, провів у ньому 2,5 роки. У складі «зубрів» він став дворазовим чемпіоном країни.
В рідне місто Руслан Гілазєв повернувся в 2001 році, підписавши контракт з «Чорноморцем». В команді «моряків» пройшла більша частина професійної кар'єри Гілазева. У складі «Чорноморця» з невеликою перервою він виступав близько семи років - з сезону 2001-02 до осені 2009 року. Того ж року вирішив 32-річний футболіст вирішив завершити кар'єру, причиною чому стала травма.
Після закінчення кар'єри гравця протягом року працював тренером молодіжного складу «Чорноморця», отримав тренерську ліцензію «В». Станом на 2015 рік - директор УСБ «Отрада». На початку червня 2017 року Гілазєв заступив на посаду спортивного директора одеського «Чорноморця».

## Титули і досягнення
«Зімбру»
- Чемпіонат Молдови
  - Чемпіон (2): 1998-99, 1999-00

 «Чорноморець»
- Чемпіонат України
  - Бронзовий призер (1): 2005-06